# Fannia latipalpis
Fannia latipalpis is een vliegensoort uit de familie van de Fanniidae. De wetenschappelijke naam van de soort is voor het eerst geldig gepubliceerd in 1892 door Stein.